# The Case of the Howling Dog (filme)
The Case of the Howling Dog (bra: O Caso do Cão Uivador) é um filme estadunidense de 1934, do gênero comédia policial, dirigido por Alan Crosland, com roteiro de Ben Markson baseado no livro The Case of the Howling Dog, de Erle Stanley Gardner.

## Sinopse
Um homem muito nervoso chamado Cartwright procura Perry Mason porque quer que o vizinho seja preso por seu cachorro estar uivando insistentemente, Cartwright afirma que os uivos são sinal de morte no bairro. O homem também tem um testamento por escrito, em que deixa todos os seus bens para a Sra. Foley, esposa do vizinho que tem o cão uivador, só que não se esperava que o dono do cão seria assassinado, e o própria cão também.

## Elenco
- Warren William como Perry Mason
- Mary Astor como Bessie Foley
- Allen Jenkins como sgt. Holcomb
- Grant Mitchell como promotor Claude Drumm
- Helen Trenholme como Della Street
- Helen Lowell como Elizabeth Walker
- Dorothy Tree como Lucy Benton
- Gordon Westcott como Arthur Cartwright
- Harry Tyler como Sam Martin, o taxista
- Arthur Aylesworth como del. Bill Pemberton
- Russell Hicks como Clinton Foley
- Frank Reicher como dr. Carl Cooper
- Addison Richards como Judge Markham
- James P. Burtis como George Dobbs
- Eddie Shubert como Ed Wheeler